# Palazzo dell'Università (Torino)
Il Palazzo dell'Università è un edificio settecentesco di Torino e si erge nell'isolato tra Via Verdi e via Po.

## Storia
Fu edificato per volere di Vittorio Amedeo II di Savoia il quale ad inizio del XVIII secolo progettò una grande riforma dell'università di Torino.
Il progetto fu di Michelangelo Garove, che lo consegnò nel 1713, anno della sua morte, e quindi venne incaricato dell'esecuzione l'architetto genovese Giovanni Antonio Ricca il Vecchio, che realizzò il cortile a portico ed a loggia, diversamente dal progetto del Garove, che prevedeva arcate cieche.
 La costruzione dell'edificio fu completata nel 1720 e l'inaugurazione ebbe luogo il 7 novembre di quell'anno.
Tra il 1715 ed il 1726 contribuì al palazzo anche Filippo Juvarra, autore della facciata prospiciente via Verdi, in cotto, mentre quella su via Po è uniforme rispetto agli altri edifici della storica via.

## Descrizione
L'elemento più spettacolare dell'edificio è il cortile interno con doppio loggiato, sotto cui sono collocati i busti e le statue dei professori illustri che vi hanno insegnato nonché la targa che ricorda la laurea in teologia qui conseguita da Erasmo da Rotterdam nel 1506.
 
Di particolare pregio è anche il neoclassico portale d'ingresso su via Verdi, opera del 1834 di Giuseppe Talucchi.

## Utilizzo
Fin dalla sua costruzione è stato la sede dell'Università di Torino.
Oggi ne ospita gli uffici, la sede del Rettorato ed è sede anche di alcune facoltà nonché di mostre temporanee nel suo cortile interno.

## Altre immagini

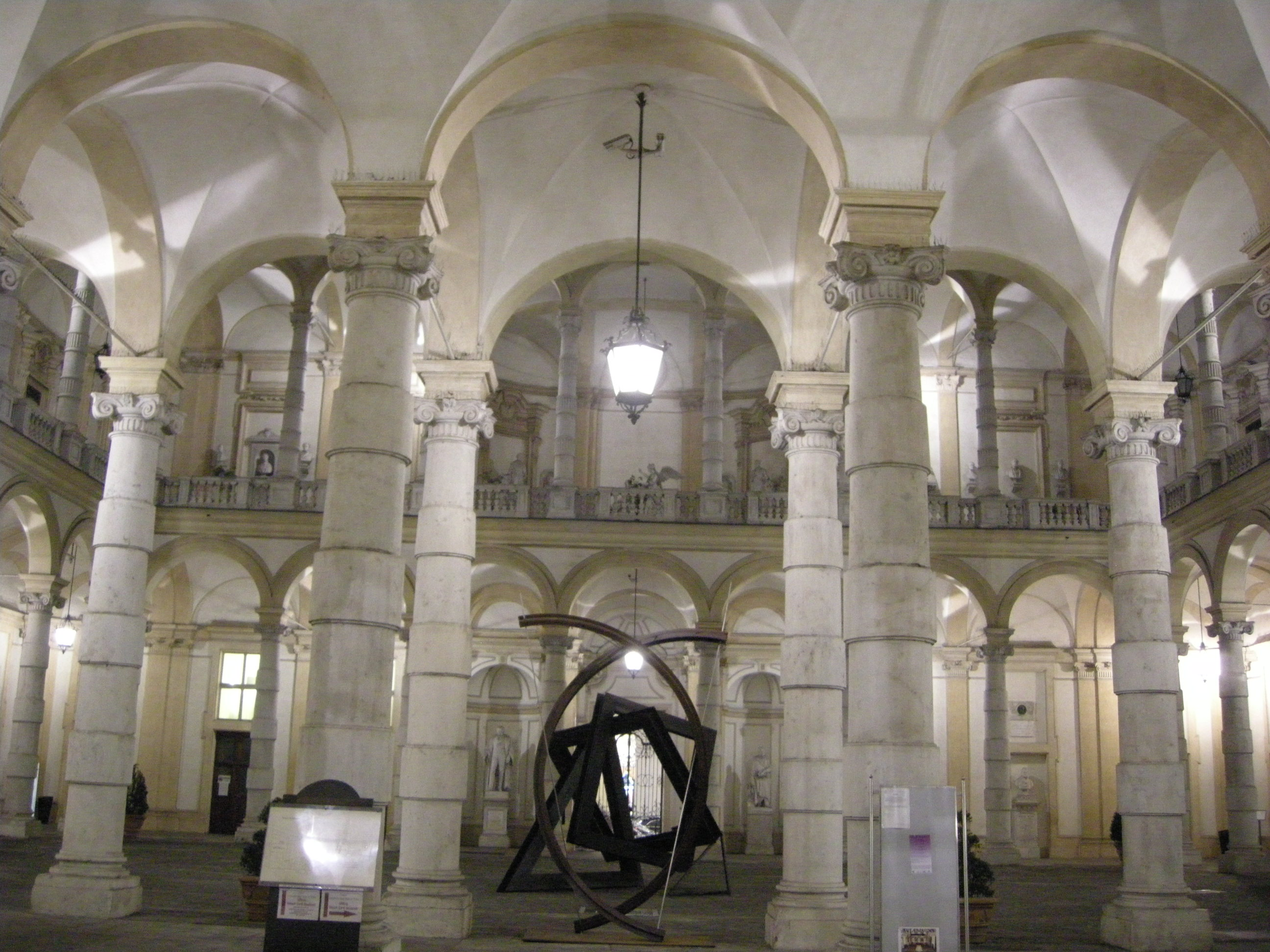
Il cortile di notte
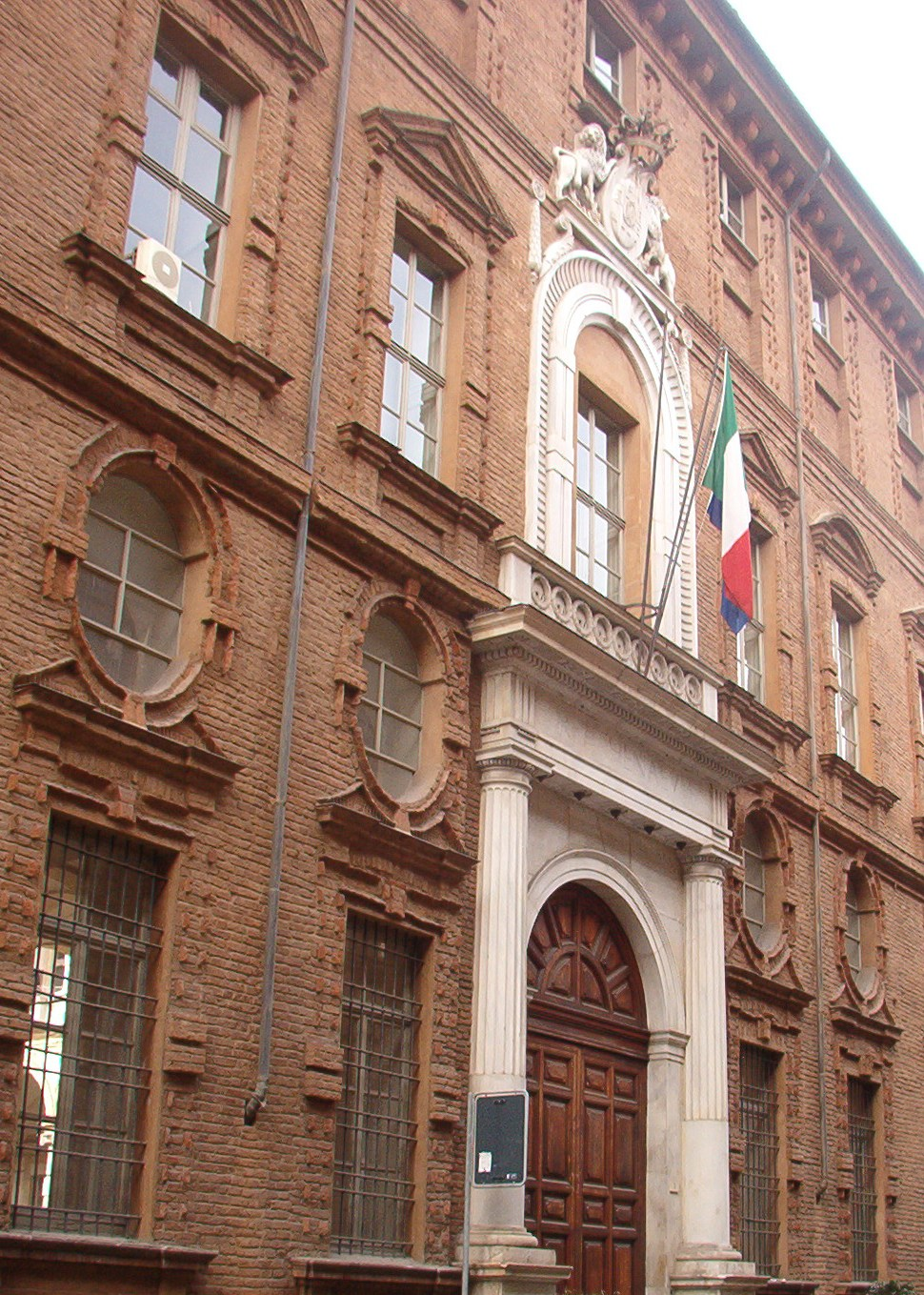
Il portale neoclassico del Talucchi
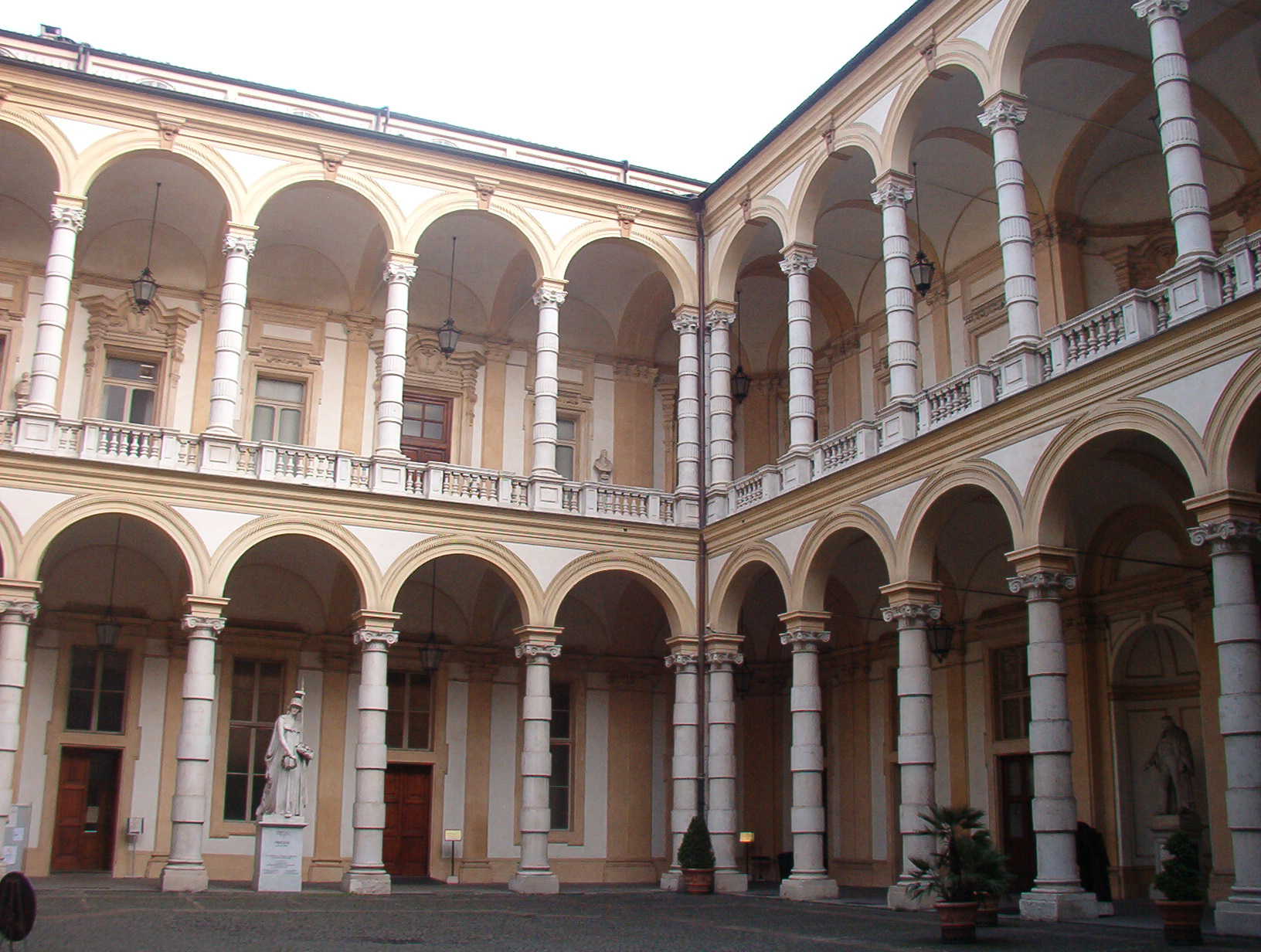
Il cortile interno con il doppio loggiato
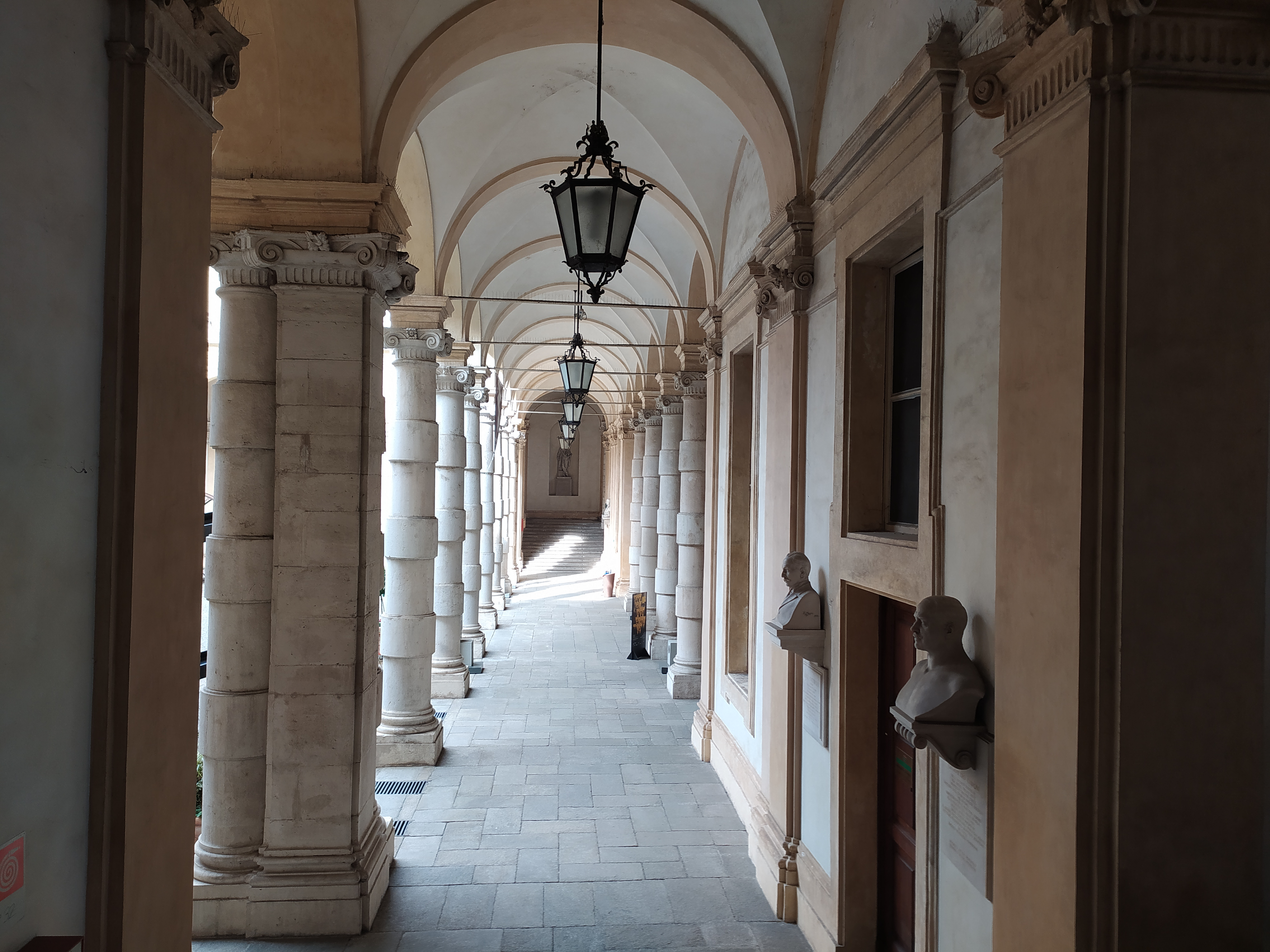
Porticato del Rettorato Università di Torino
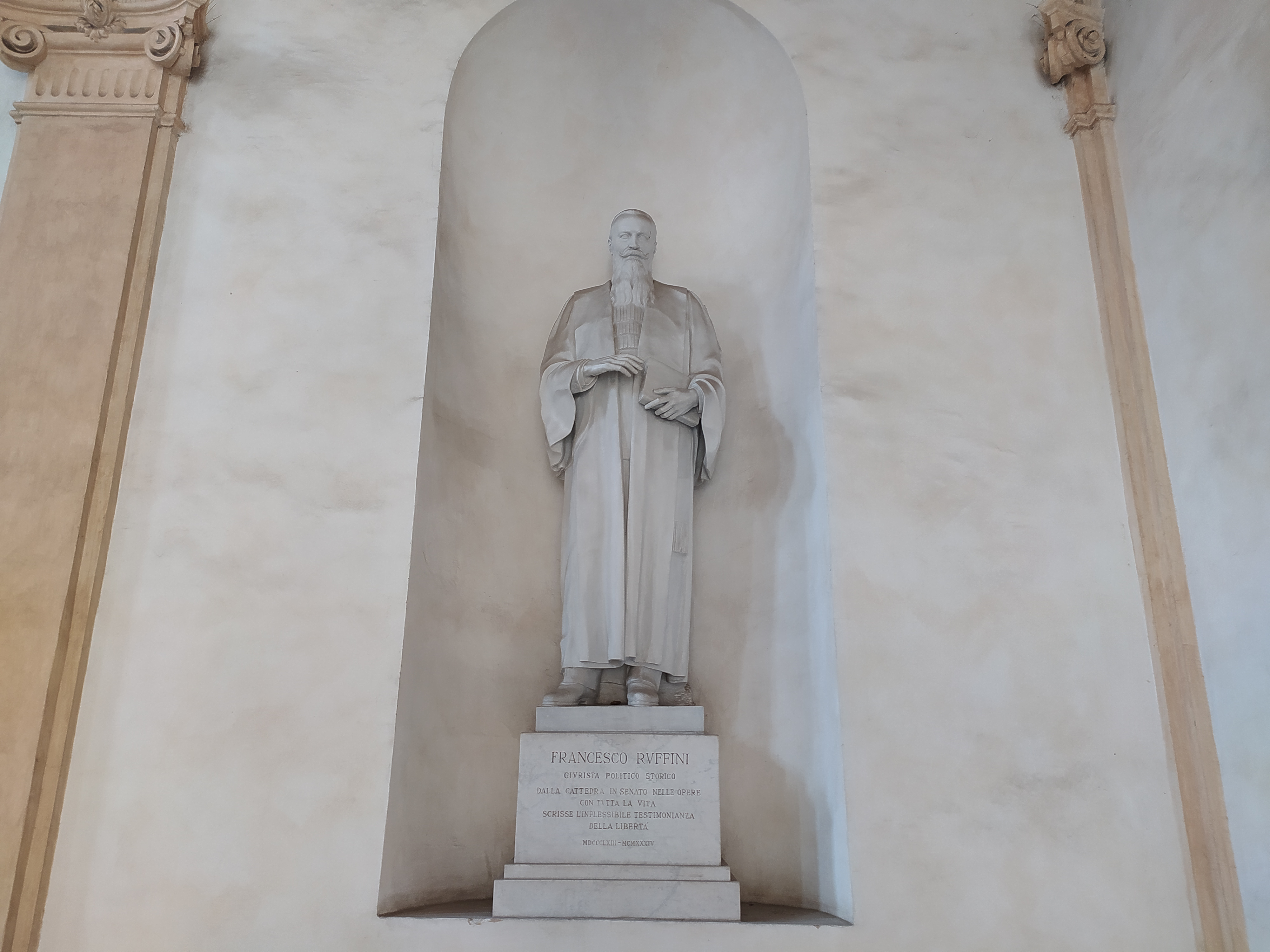
Statua di Francesco Ruffini nel porticato dell'Università di Torino